# Packer (Bohrung)
Der Packer ist eine spezielle Ringraumdichtung, die bei geologischen Bohrungen und in der Bautechnik zum Einsatz kommt.

## Prinzip und Einsatzbereiche

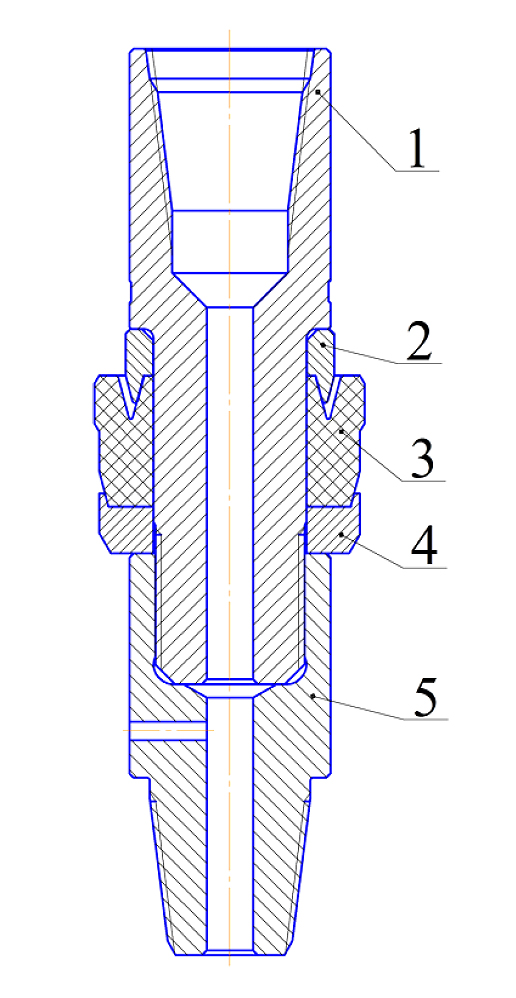
Technische Zeichnung (Längsschnitt) eines Bohrlochpackers nach dem Prinzip der Stopfbuchsdichtung, hier mit einem Vollgummi-Nutring (3) als eigentlichem Dichtungselement. Dieses Fabrikat wird für die Funktionsprüfung von Blowout Preventern und anderen Apparaturen am Bohrlochkopf, d. h. am oberen Ende der Bohrlochkonstruktion einer Öl- oder Gasbohrung, eingesetzt.

Bei Grundwasserentnahmestellen oder Kohlenwasserstoff-Förderbohrungen umschließen Packer den Förderstrang und dienen dazu, benachbarte Abschnitte innerhalb der Bohrlochauskleidung gegeneinander abzudichten. Zudem fixieren und zentrieren sie den Förderstrang in der Bohrlochauskleidung. Packer kommen insbesondere im Rahmen der Komplettierung einer Tiefbohrung zum Einsatz, bei der sie den durchlässigen (perforierten) Abschnitt der Bohrlochauskleidung in der Förderzone (z. B. im Bereich einer Erdöl- oder Erdgaslagerstätte) gegen den undurchlässigen Teil der Rohrtour oberhalb der Förderzone abdichten.
Wichtigstes Bauteil eines Packers ist ein mehr oder weniger langes, mehr oder weniger dickwandiges hohlzylindrisches Element aus elastischem, gummiartigen Material. Die Dichtungswirkung wird hierbei auf zwei verschiedene Arten technisch verwirklicht:
- Ein dickwandiger „Schlauch“ oder Dichtungsring wird mittels einer Mechanik entlang seiner Längsachse gestaucht, sodass das Material quer zur Längsachse aufgewölbt und gegen die Bohrlochauskleidung gepresst wird (vgl. → Stopfbuchsdichtung).
- Ein dünnwandiger „Schlauch“ wird mit Pressluft oder einer hydraulischen Flüssigkeit „aufgepumpt“ und verschließt so den Ringraum (engl. inflatable Packer).

Analog zu Förderbohrungen werden Packer bei Injektionsbohrungen eingesetzt, wo sie dafür sorgen, dass der Injektionsdruck im Bohrloch aufrechterhalten bleibt, und verhindern, dass Injektionsgut im Bohrloch aufsteigt oder sogar am oberen Ende der Bohrung, dem Bohrlochmund, austritt. Dies gilt im Prinzip sowohl für Baugrundinjektionen als auch für Fluid-Injektionen im Rahmen der unkonventionellen Kohlenwasserstoffförderung (Hydraulic Fracturing) oder die Verpressung von Abwässern im tiefen Untergrund, wobei zumindest bei letztgenannten, wie auch bei der konventionellen Kohlenwasserstoffförderung, zusätzlich Preventer zum Einsatz kommen. Bei der Baugrundinjektion hängt es von der Standfestigkeit des durchteuften Gebirges ab, ob der Packer unmittelbar oberhalb des zu imprägnierenden Bereiches oder direkt am Bohrlochmund gesetzt werden muss.
Für unverrohrte Erkundungsbohrungen werden spezielle Doppelpackersysteme angeboten. Diese bestehen unter anderem aus zwei expandierbaren, durch ein Gestänge verbundenen Packern, mit deren Hilfe das Testintervall von der übrigen Bohrung isoliert werden kann.
Ferner werden Packer in der Bautechnik bei der Rissverpressung von Beton und bei der Ausführung von Mauerwerksinjektionen zur Festigung oder Trockenlegung durch nachträgliche Ausbildung einer Horizontalsperre eingesetzt.

### Allgemein
- Packer im Schlumberger Oilfield Glossary (englisch)